# قائمة القواميس الهولندية
تتضمن قواميس اللغة الهولندية:
- Etymologicum teutonicae linguae، أول قاموس هولندي نشره Cornelius Kiliaan في 1599. ومازال مصدراً فريداً للكلمات المهجورة إلى اليوم.

- t Nieuw Woorden-Boeck der Regten'  ("القاموس الجديد للحقوق")، نشره Adriaan Koerbagh في 1664

- Een Bloemhof van allerley lieflijkheyd ("حديقة أزهار كل أنواع المباهج")، كتبه Koerbagh تحت الاسم المستعار Vreederijk Waarmond في 1668. هذا الكتاب يوضح الكلمات الأجنبية المختلفة التي سببت معارضة دينية كبيرة أحبرته على الهروب إلى ليدن.

- Woordenboek der Nederlandsche Taal، قاموس أكاديمي شامل للغة الهولندية بدأ في 1863 وانتهى في 1998، مرتباً كل الكلمات بالهولندية المستخدمة منذ 1500.

- Van Dale Groot woordenboek van de Nederlandse taal، نشر لأول مرة عام 1874 واليوم وصل للطبعة 14، وهو أكثر القواميس الهولندية رواجاً وأكثرهم شهرة.

وهناك قائمتي كلمات هولندية مميزة:
- het Groene Boekje، "الكتيب الأخضر"، قواعد الإملاء الهولندية الرسمية نشره اتحاد اللغة الهولندية منذ 1954
- het Witte Boekje، "الكتيب الأبيض"، تم نشره منذ 1998، ويقدم بدائل للتهجئة الهولندية.